# Фадиљ Нимани
Фадиљ Нимани (алб. Fadil Nimani; Гргоц, 7. април 1967 — Ваксинце, 25. мај 2001) био је албански устанички командант Ослободилачке војске Косова (ОВК) током рата на Косову и Метохији (1998—1999) и Ослободилачке националне армије (ОНА) током сукоба у Републици Македонији (2001). Постављен је за команданта 114. бригаде ОНА, активне у рејону Куманова, а под командом је имао око 150 људи. Убили су га македонски специјалци у операцији током сукоба у Македонији, 25. маја 2001. У његову част албански политичари и бивши борци ОНА поставили су статуу у Ваксинцу.

## Биографија
Рођен је 7. априла 1967. године у Гргоцу код Ђаковице, у тадашњој СФР Југославији. Основну школу је завршио у свом селу, а гимназију у оближњем селу Црмљане. Оружана побуна коју су предводили националистички Албанаци против српске власти избила је у региону 1991. године, када се први пут појавила албанска иредентистичка организација која је постала позната као Ослободилачка војска Косова (ОВК). У овом тренутку се зна да је организација прошла војну обуку у Албанији. Придружио се Ослободилачкој војсци Косова до 1998. године, а првобитно је кријумчарио оружје из Албаније на почетку рата на Косову и Метохији. Крајем 1998. постављен је за команданта у области Метохије, а потом је постао командант батаљона Муња. Надимак „Командант Тигар” добио је током рата. Министарство унутрашњих послова Србије тражило је хапшење Ниманија после рата. Преко планине Црне горе је прешао у Македонију.
Али Ахмети је организовао Ослободилачку националну армију (ОНА) која се састојала од бивших бораца ОВК са Косова и Метохије и Северне Македоније, албанских побуњеника из Прешева, Медвеђе и Бујановца у Србији, младих албанских радикала, националиста из Македоније и других страних плаћеника. Током сукоба у Македонији, који је почео у јануару 2001. године, Нимани је постављен за команданта 114. бригаде ОНА, активне у Куманову, односно од Матејча до Никуштака. На планини Црној Гори дејствовале су 111, 113 и 114 бригаде, у Тетову 112, око Скопља 115, а у Гостивару 116 бригада. У његовој наоружаној групи било је око 150 људи. Такође је био и командант једне специјалне јединице. Током једномесечних борби у рејону Куманова, македонске снаге безбедности успеле су да поврате неколико села која су била упоришта ОНА и ослободе их од присуства побуњеника. Према званичним тврдњама Македоније, снаге безбедности су убиле најмање 30 побуњеника ОНА, од којих је један потврђен као Нимани (убијен 26. маја 2001), који је ликвидиран током операције ослобођења Ваксинца које је окупирала ОНА. Тада је 114. бригадом командовао Назим Буши, познат као командант Адаши, а број бригаде се попео на око 1000 бораца.
Од његове смрти, у Ваксинцу се обележава годишњица у његову част. Дана 17. марта 2006. године, бивши борци ОНА организовали су комеморацију за Ниманија и још 16 бораца ОНА који су погинули током борби за Ваксинце, у селу Матејче код Куманова. Комеморација је изазвала контроверзу због говора албанског политичара и бившег војника ОНА Фазлија Велијуа, у којем су етнички Македонци названи „Словеномакедонци”, што ова етничка група сматра погрдним. Комеморацији су присуствовали немачки војници НАТО-а. У Ваксинцу је подигнута статуа у његову част.